# Teatro Alfonsetti
El Teatro Alfonsetti es un teatro situado en el centro de la localidad de Betanzos (Galicia). Fue inaugurado en 1882 y durante más de cien años funcionó como cine, llegando a convertirse en la sala de cine más antigua de España.
Actualmente el teatro es de titularidad municipal, aunque durante buena parte de su historia estuvo gestionado por la familia Pita, encargada de la confección del famoso Globo de Betanzos.
El teatro está situado en un inmueble en el que se encontraba el antiguo convento de San Domingos, donde también se encuentran el Museo de las Mariñas, el Archivo y la biblioteca municipal.
A finales de noviembre de 2009 la sala sufrió un incendio que obligó a su cierre.
Sin embargo, en la actualidad sigue funcionan y el concello organiza programación mensual gratuita en el mismo.